# Hermann Bethke (Maler)

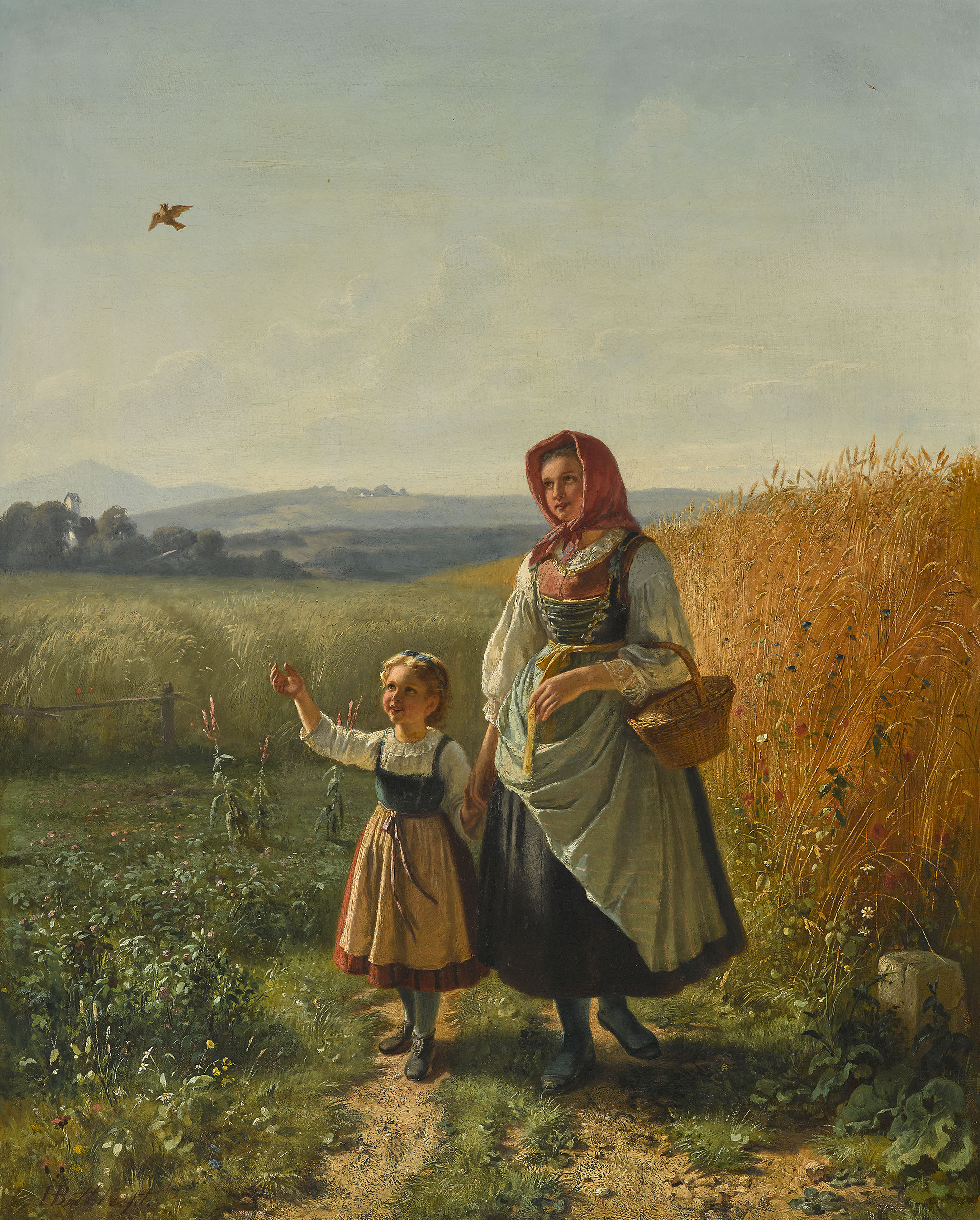
Ein Sommerspaziergang

Hermann Bethke (* 1. Juli 1825 in Braunschweig; † 18. April 1895 in München) war ein deutscher Genremaler.
Bethke war in Braunschweig Schüler von Heinrich Brandes, seit 1850 besuchte er die Münchner Alte Pinakothek, seit dem 10. Mai 1851 studierte er an der Königlichen Akademie der Künste in München.
Nach dem Studium ließ er sich in München nieder und wurde als Genremaler tätig. Im Biedermeierstil malte Bethke vor allem Szenen aus dem Alltag der bayerischen Provinz.